# Cuscuta brevistyla
Cuscuta brevistyla är en vindeväxtart som beskrevs av Alexander Karl Heinrich Braun. Cuscuta brevistyla ingår i släktet snärjor, och familjen vindeväxter. Inga underarter finns listade i Catalogue of Life.